# Phrynocephalus mystaceus
Espèce
Synonymes
- Lacerta mystacea Pallas, 1776
- Lacerta aurita Gmelin, 1789
- Lacerta lobata Shaw, 1802
- Phrynocephalus mystaceus dagestanica Krassowsky, 1932
- Phrynocephalus mystaceus aurantiacaudatus Semenov & Shenbrot, 1990

Phrynocephalus mystaceus est une espèce de sauriens de la famille des Agamidae.

## Répartition
Cette espèce se rencontre :
- en Russie dans l'oblast d'Astrakhan et au Daghestan ;
- au Kazakhstan ;
- en Ouzbékistan ;
- en Kirghizistan ;
- en Tadjikistan ;
- au Turkménistan ;
- en Iran ;
- en Afghanistan ;
- en république populaire de Chine au Xinjiang.

## Liste des sous-espèces
Selon The Reptile Database (13 mai 2012) :
- Phrynocephalus mystaceus galli Krassowsky, 1932
- Phrynocephalus mystaceus mystaceus (Pallas, 1776)

## Publications originales
- Krassowsky, 1932 : Beitrag zur Systematik von Phrynocephalus mystaceus. Zoologische Anzeiger, vol. 97, p. 225-228
- Pallas, 1776 : Reise durch verschiedene Provinzen des Russischen Reichs. St. Pétersbourg: Gedruckt bey der Kayserlichen Academie der Wissenschaften, vol. 3.